# Brodick
Brodick (skotsk gælisk: Tràigh a' Chaisteil ("Castle Beach") eller Breadhaig) er en landsby og den primære bosættelse på Isle of Arran, i Firth of Clyde, Skotland. Den ligger omkring halvvejs nede af østkysten på øen i Brodick Bay nedenfor Goat Fell, der er det højest ebjerg på Arran. Navnet er afledt af det norrøne "breda-vick", der betyder "Bred bugt".
Fra havnen afgår øens primære færgeforbindelse mellem Arran og fastlandet via Ardrossan. Brodick Castle er det tidligere residens fore hertugerne af Hamilton.